# بريدجيت باركر
بريدجيت باركر (بالإنجليزية: Bridget Parker)‏ هي متسابقة الحدث بريطانية، ولدت في 5 يناير 1939.

## وصلات خارجية
- بريدجيت باركر على موقع أوليمبيديا (الإنجليزية)
- بريدجيت باركر على موقع اللجنة الأولمبية البريطانية (الإنجليزية)